# Ruth Belville
Elizabeth Ruth Naomi Belville (née le 5 mars 1854 à Londres et morte le 7 décembre 1943 dans la même ville), surnommée la Greenwich Time Lady, est une femme d'affaires britannique.
Comme son père et sa mère auparavant, elle vendait l'heure à des clients. En réglant une montre au temps moyen de Greenwich une fois par semaine, elle vendait le fait de regarder ladite montre à des commerçants ou des particuliers.

## Histoire

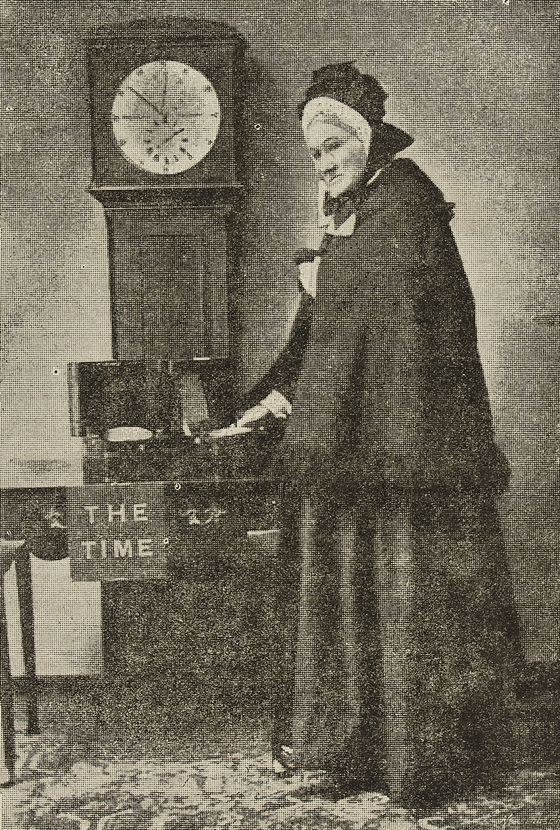
Maria Belville en 1892.

Le père de Ruth Belville, John Henry Belville, avait déjà en 1836 une clientèle d'environ 200 personnes qui souhaitaient régler leur propre horloge ou montre au temps moyen de Greenwich. Tous les matins, il se rendait à l'observatoire de Greenwich, où il travaillait comme assistant, et réglait sa montre au temps moyen de Greenwich. Il partait ensuite régler les horloges des clients qui avaient souscrit à ce service.
John Henry Belville continua ce travail jusqu'à sa mort en 1856. Sa femme, Maria Elizabeth Belville, prit la relève jusqu'en 1892. Perdant la vue, cette dernière a ensuite confié la tâche à sa fille, Ruth Belville,. Vers 1890, les deux femmes s'étaient installées près de Charlton. Maria décède le 29 décembre 1899.
Une fois par semaine, Ruth Belville quittait son domicile situé à Maidenhead où elle avait emménagé en 1907 pour se rendre à l'Observatoire royal de Greenwich,. Elle y réglait alors la montre familiale, qu'elle avait surnommée « Arnold », du nom de son concepteur l'horloger britannique John Arnold (en). Malgré la concurrence du télégraphe, l'heure fournie par Ruth Belville s'avérait plus précise. La mise en service au Royaume-Uni de l'horloge parlante en 1936 vint néanmoins mettre en péril le bienfondé de son entreprise,.
Ruth Belville a continué cette activité jusqu'en 1940, alors âgée de 86 ans, tandis que les bombardements de la Luftwaffe sur Londres, lors de la Seconde guerre mondiale, rendaient les trajets plus périlleux.
Elle meurt célibataire et sans enfants à l'âge de 89 ans, le 7 décembre 1943,. Les frais de ses funérailles ont été pris en charge par la Worshipful Company of Clockmakers (en) à qui elle avait légué sa montre.